# Plaza de Concepción Arenal
La Plaza de Concepción Arenal es una plaza de principios del siglo XX situada en la ciudad española de Pontevedra, en el límite del barrio de A Moureira.

## Origen del nombre
La plaza debe su nombre a la escritora y activista gallega Concepción Arenal (1820-1893), que vivió en la ciudad de Pontevedra, en el número 27 de la calle de la Oliva entre 1889 y 1890, donde impulsó una prestigiosa tertulia de intelectuales.

## Historia
La plaza se creó a partir de la construcción del cercano puente de la Barca. El 17 de julio de 1904, el ayuntamiento de Pontevedra, con motivo de la mejora de las comunicaciones en la zona con la próxima apertura de este puente sobre el río Lérez y la ría de Pontevedra, propuso la creación de una plaza en la confluencia de las calles Alfonso XIII y Herreros, en terrenos cedidos por José Riestra López, Marqués de Riestra.
La plaza se encontraba en un espacio en expansión de la ciudad ya que a la construcción del cercano puente se sumó la construcción del nuevo cuartel de San Fernando entre 1905 y 1909, cuya larga fachada lateral en la calle General Martitegui daba paso hacia la nueva plaza desde la plaza de España.
Las obras de la plaza finalizaron en 1908, de lo que dio cuenta el pleno municipal en una sesión celebrada el 17 de marzo de 1908, en la que se aprobó la denominación de Concepción Arenal para la nueva plaza.
La plaza de Concepción Arenal se reformó en su totalidad en el siglo XXI, convirtiéndose en semipeatonal y configurándose alrededor de una glorieta central. Las obras empezaron en 2005 y concluyeron en 2006, siendo reabierta a un tráfico restringido el 27 de abril de 2006.
En 2008 se instaló en la parte alta y peatonal de la plaza la obra Mis sofás del escultor Francisco Leiro, realizada en 1988 y que hasta entonces había estado situada en la calle Fray Tomás de Sarria, entre la parte trasera del Edificio del Instituto de Enseñanza Secundaria Valle-Inclán y Villa Pilar.

## Descripción
La plaza, de 2.500 m², tiene forma circular irregular y en ella confluyen las seis calles de Alfonso XIII, de la Barca, General Martitegui, Herreros, Condesa de Pardo Bazán y Jofre de Tenorio. Es uno de los tradicionales accesos al barrio de A Moureira.
La plaza es semipeatonal y está configurada con un diseño circular con varios círculos concéntricos en el pavimento, cuyo punto central es una glorieta peatonal con cinco columnas de proyectores de iluminación, césped y arbolado atravesada por varios caminos. Alrededor de esta glorieta se dispone un único carril circular para vehículos con limitación de velocidad de 20 km/h y que distribuye el limitado tráfico de las calles aledañas. La plaza está pavimentada con adoquines de color sepia delimitados por franjas de granito circulares y horizontales que estructuran el diseño. En el lado este de la plaza se sitúa en un nivel más elevado una amplia plataforma de granito que actúa como otra pequeña plaza dentro de la plaza y que dispone de bancos. Está enmarcada por muros de granito y ofrece en su lado oeste una especie de pequeño mirador sobre la glorieta, en cuyo muro de cierre frontal se encuentra una inscripción en gallego que recuerda a la escritora a la que está dedicada la plaza: "Concepción Arenal 1820-1893. Abride escolas e han pechar os cárceres" (Abrid escuelas y cerrarán las cárceles).
La plaza de Concepción Arenal cuenta con varios árboles: un arce japonés palmeado y vegetación en la glorieta central y un arce rojo y dos arces plateados en un extremo de la plaza empedrada del lado este.
La plaza está rodeada por edificios modernos de una media de seis y siete alturas, estando dominada en su parte sur por el Edificio del Colegio Froebel (inicialmente Escuelas Froebel). Este edificio cuya construcción se aprobó en 1910, previa adquisición de un solar al Marqués de Riestra, fue proyectado en 1914 y dedicado al nuevo sistema pedagógico Froebel. Sus obras empezaron en 1924 y finalizaron en 1936. Tiene dos pisos y sótano y torreones en los ángulos. Anticipa formas racionalistas y presenta multitud de grandes ventanales simétricos resaltados en vertical que proporcionan mucha luz a las aulas. En el interior el edificio tiene un gran patio acristalado con soportales perimetrales.

## Galería de imágenes

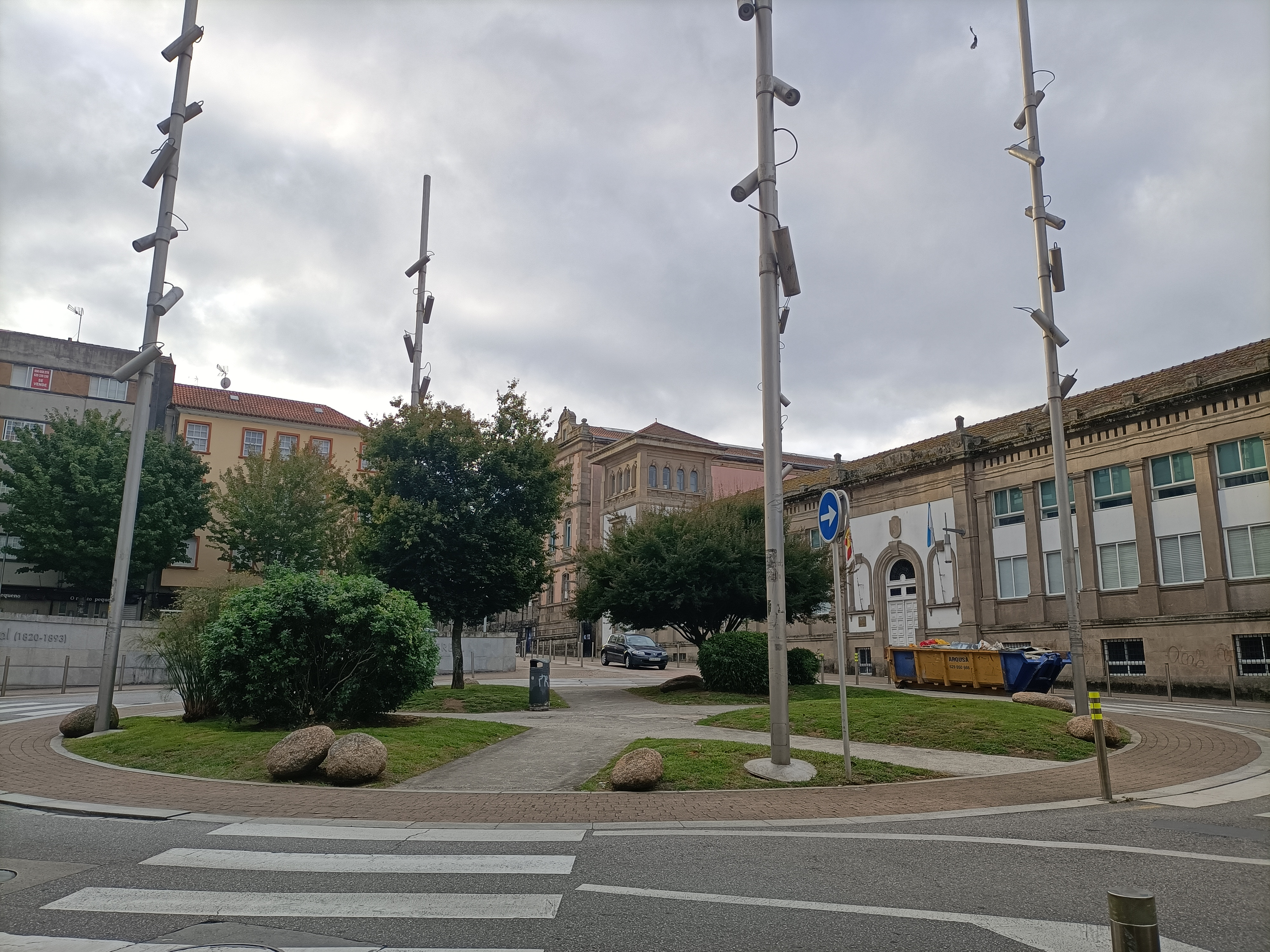
La plaza de Concepción Arenal con el edificio del Colegio Froebel a la derecha
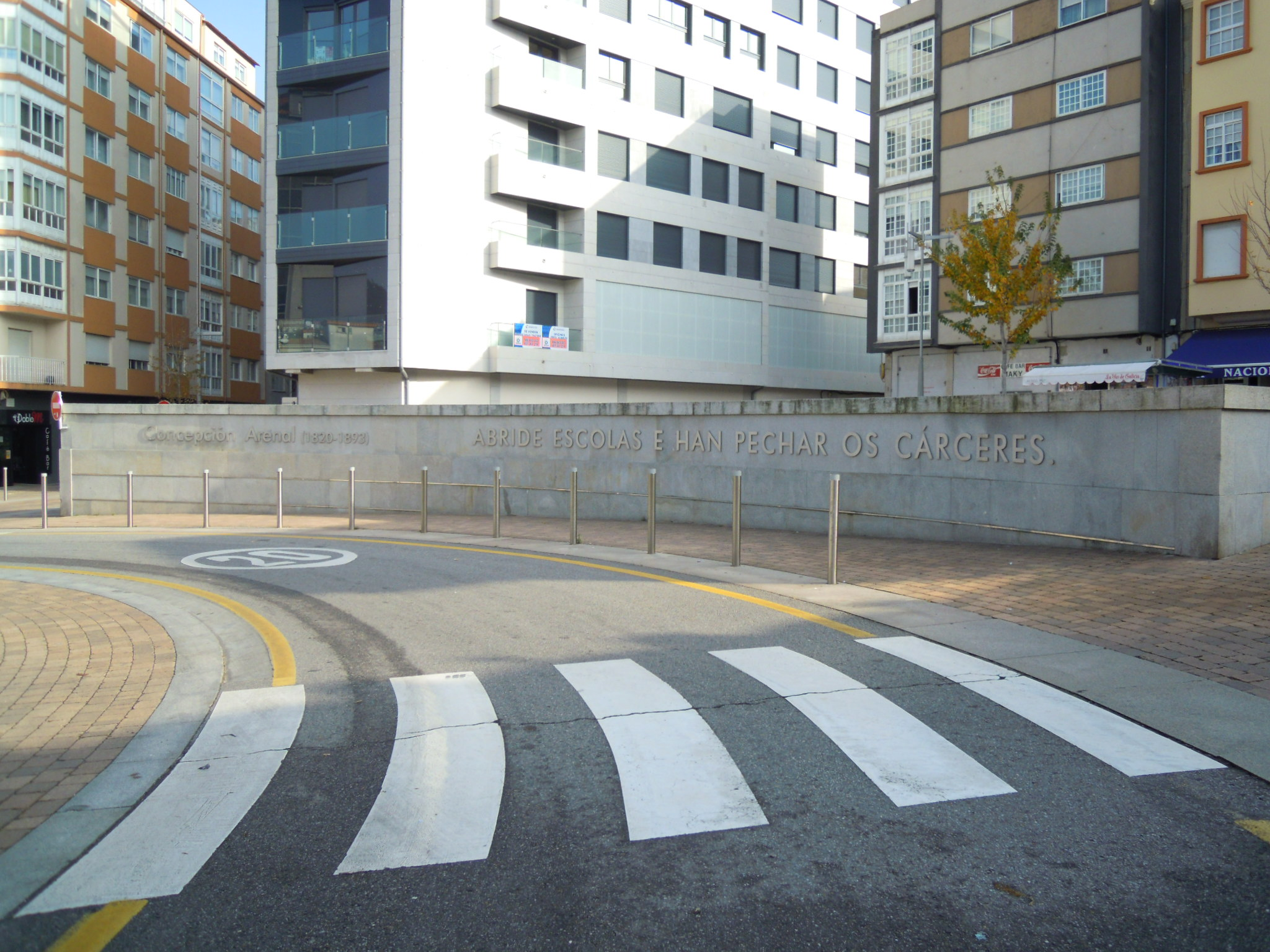
La plaza con la inscripción dedicada a Concepción Arenal
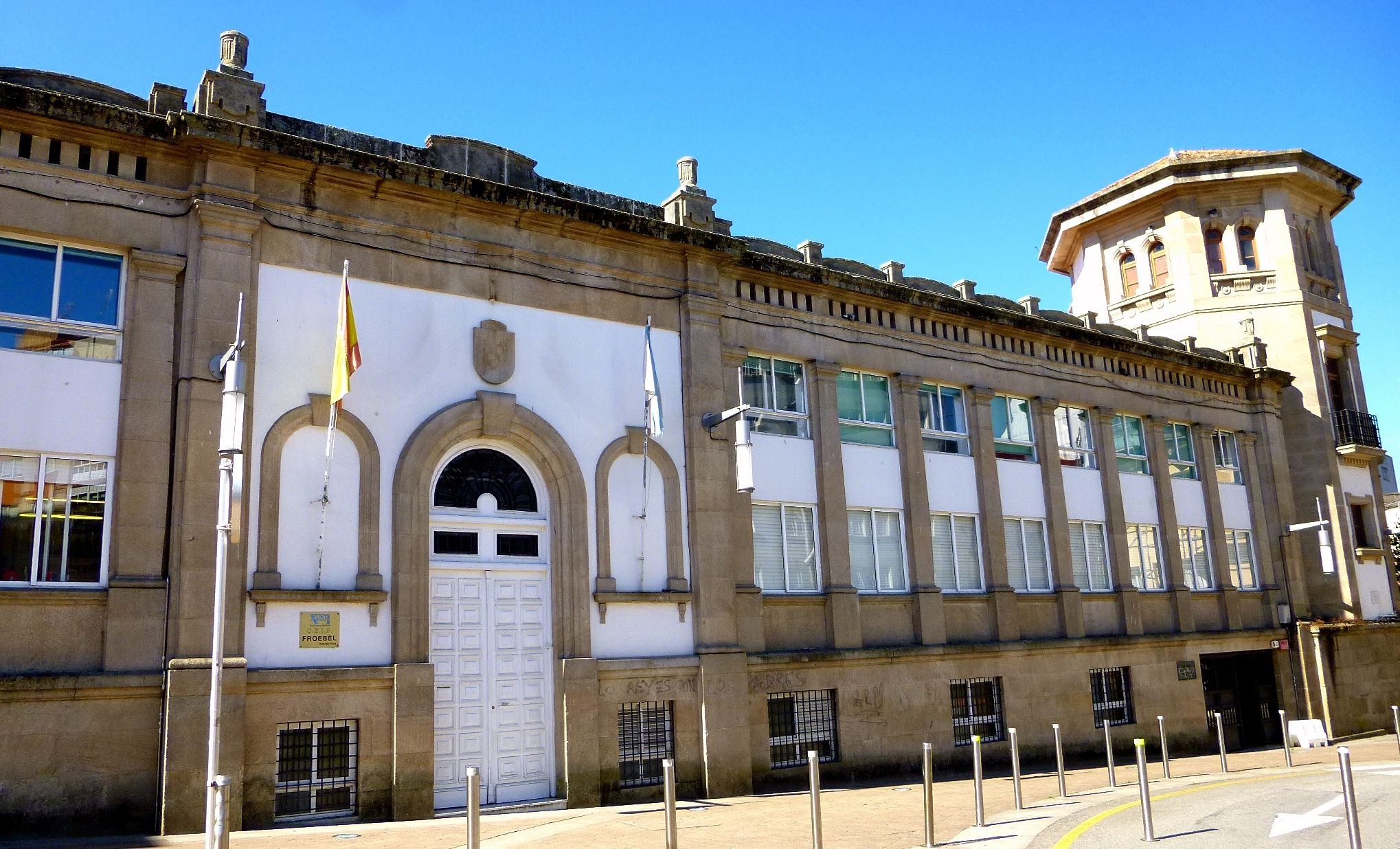
Edificio del Colegio Froebel en 2025
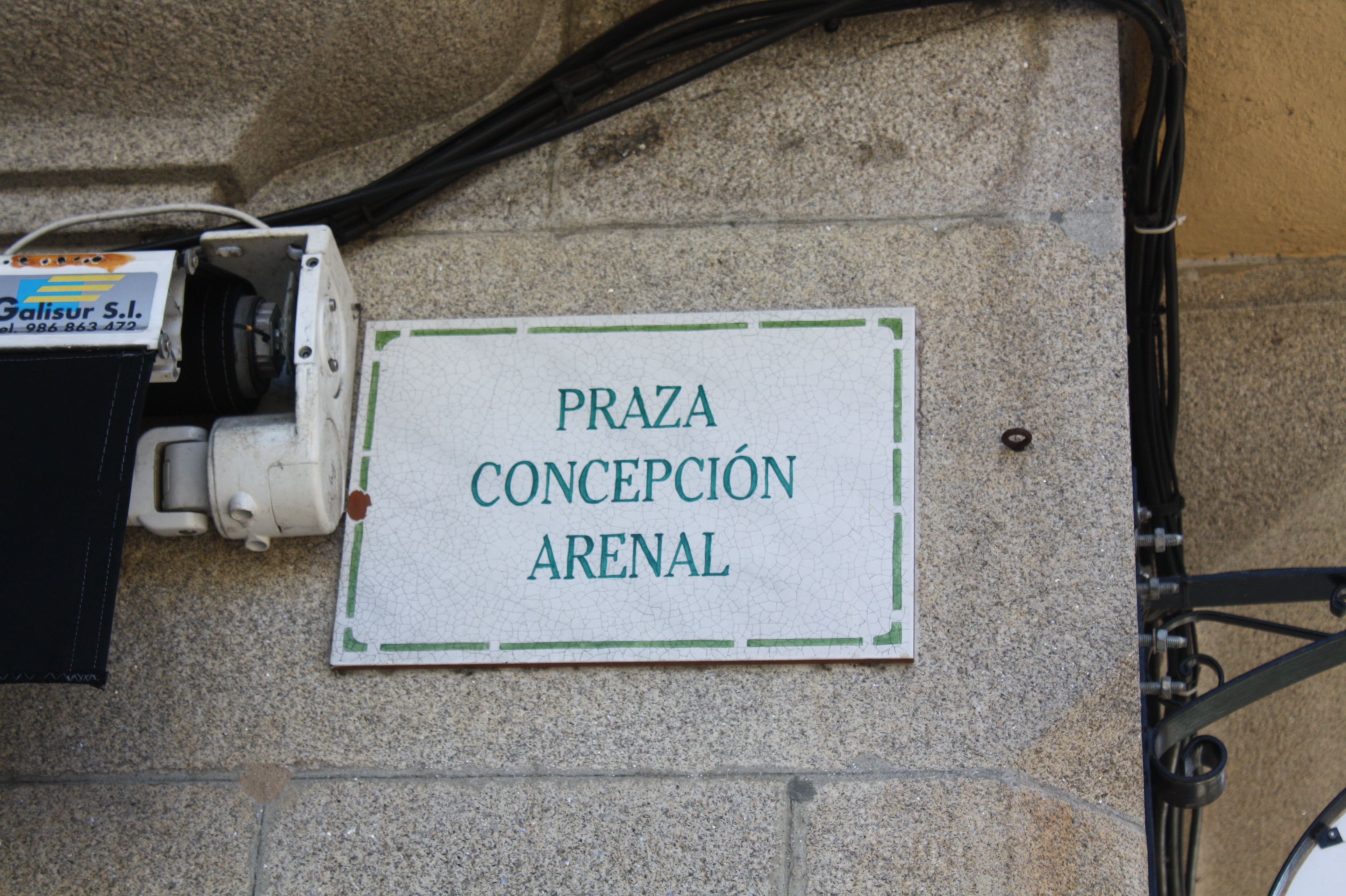
Placa de la plaza
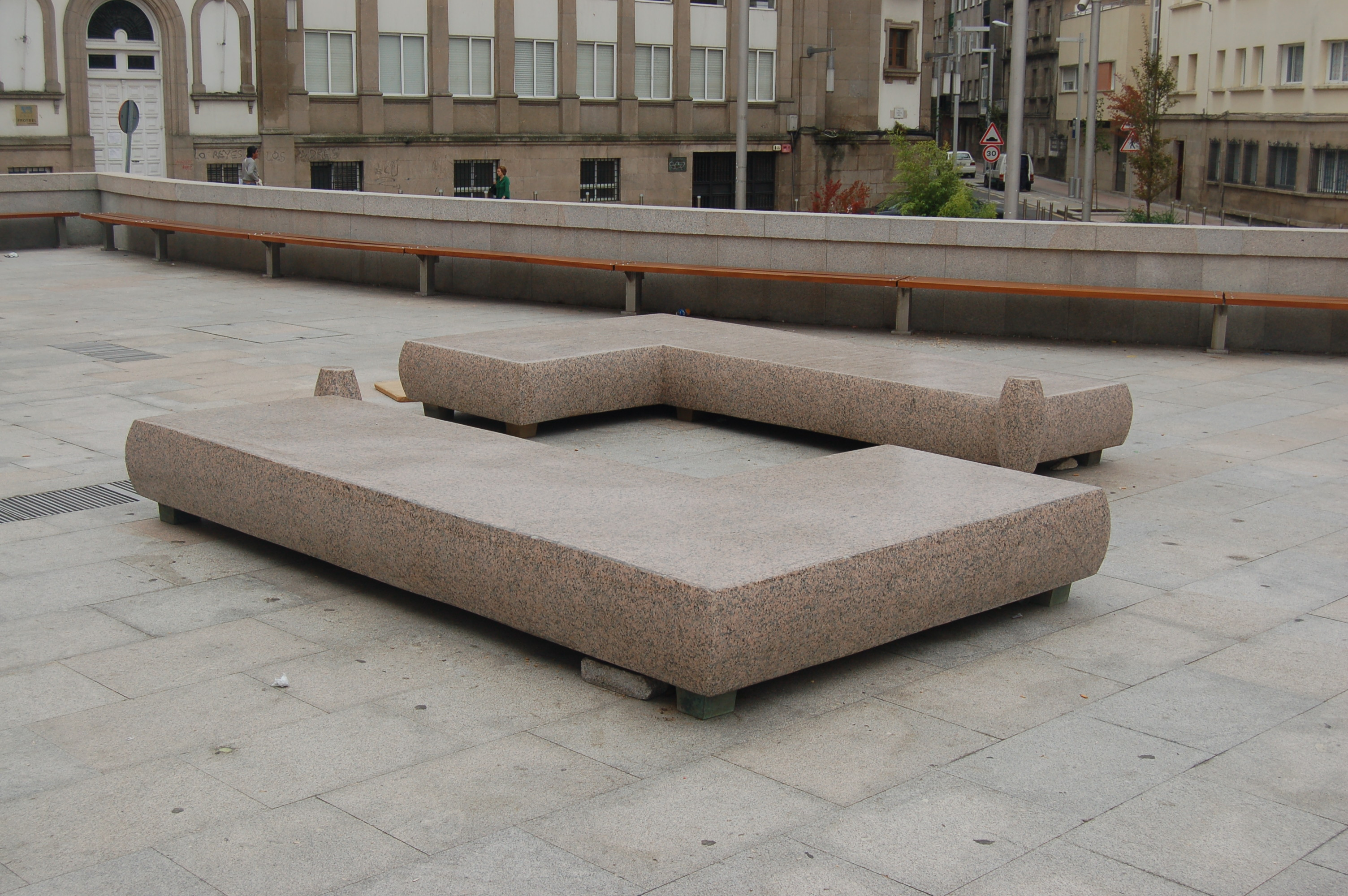
Mis sofás, obra de Francisco Leiro
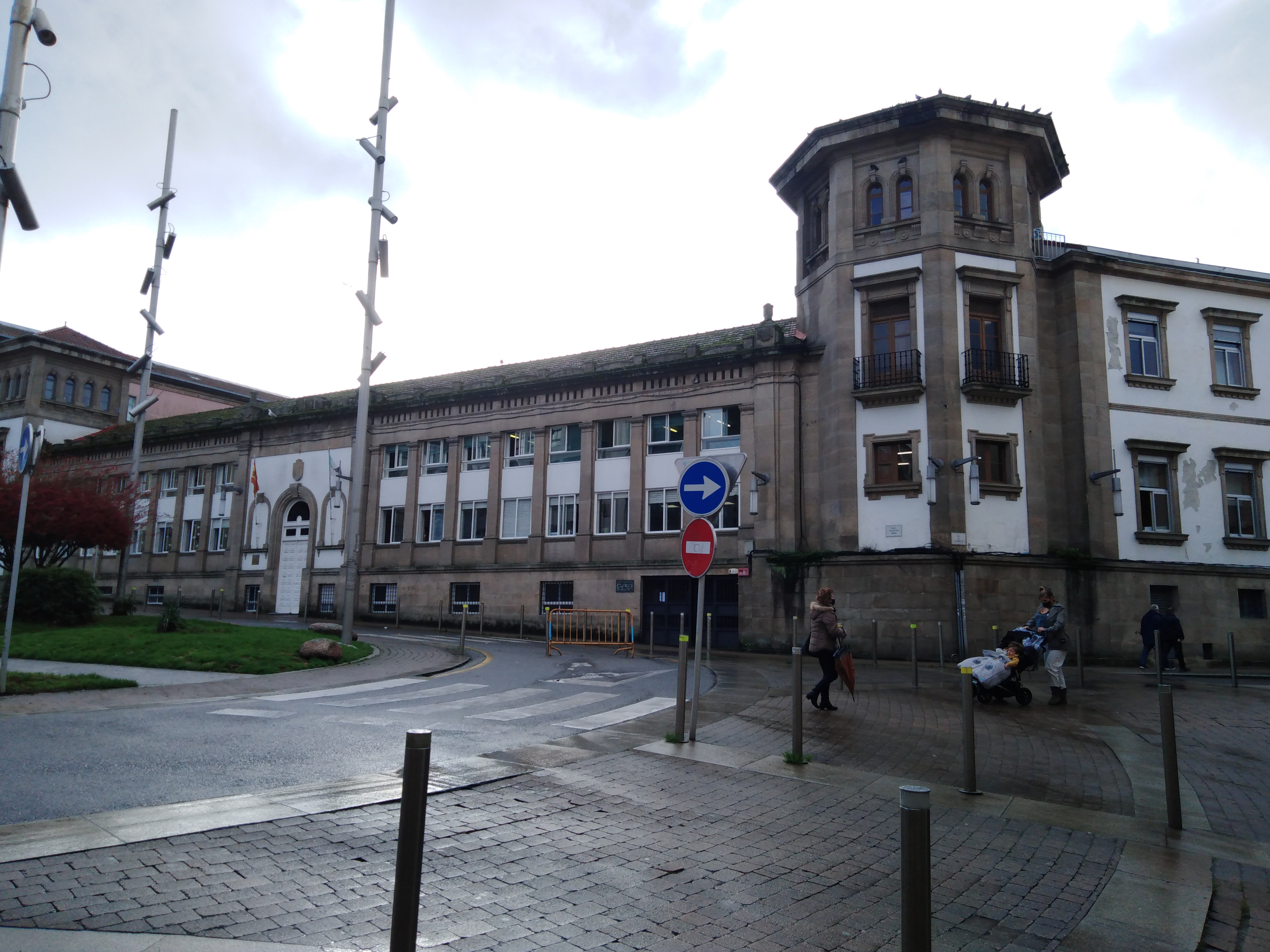
Edificio del Colegio Froebel